# F-15 Strike Eagle (jeu vidéo)
Pour les articles homonymes, voir F15.
F-15 Strike Eagle est un jeu vidéo de simulation de vol de combat créé par Sid Meier et Grant Irani et publié par MicroProse en 1984 sur borne d'arcade, Amstrad CPC, Apple II, Atari 8-bit, Atari ST, C64, IBM PC, MSX, NES, PC-88, ZX Spectrum, Game Gear, Game Boy et Thomson TO. Le joueur y pilote un avion de chasse McDonnell Douglas F-15 Eagle au cours de sept missions de combat. Six d’entre elles sont basées sur des évènements historiques et la dernière, hypothétique, prend place dans le golfe Persique en 1984. Le joueur contrôle son avion par l’intermédiaire d’une vue à la première personne du cockpit de l’avion et d’un affichage tête haute. Ce dernier inclut une carte de navigation sur laquelle est affichée la position de l’avion et de la base du joueur, ainsi que celle des ennemis. La vue du cockpit affiche l’environnement en trois dimensions et les ennemis, que ce soit dans les airs ou au sol. Le joueur contrôle son avion au joystick,,,,.
Le jeu a bénéficié de deux suites : F-15 Strike Eagle II (1989) et F-15 Strike Eagle III (1992).